# Maurice Farman MF4
O Maurice Farman MF4 foi uma aeronave francesa bilugar, bimotor e biplana. Chegou a Portugal no dia 26 de Agosto de 1912, tendo realizado o primeiro voo no Porto, no dia 7 de Setembro de 1912. O avião acabou por ser oferecido ao governo português, e serviu no Batalhão de Aerosteiros e, posteriormente, na Escola de Aeronáutica Militar, em Vila Nova da Rainha onde, em 1917, foram formados os primeiros pilotos portugueses. Foi neste avião que Sacadura Cabral fez o baptismo de voo de Gago Coutinho.